# Pseudozelurus
Pseudozelurus is een geslacht van wantsen uit de familie van de Reduviidae (Roofwantsen). Het geslacht werd voor het eerst wetenschappelijk beschreven door Herman Lent & Petr Wolfgang Wygodzinsky in 1947.

## Soorten
Het genus bevat de volgende soorten:

- Pseudozelurus arizonicus (Banks, 1910)
- Pseudozelurus superbus (Champion, 1899)